# 김정태 (배우)
김정태(본명: 김태욱, 1973년 1월 17일 ~ )는 대한민국의 배우이다.

## 생애
1999년 영화 《이재수의 난》으로 데뷔했고, 2006년부터 김정태라는 예명으로 활동 중이다. 《1박 2일》 조연특집 출연 이후 그의 유명세는 더욱 높아져 최고의 조연 배우 중 하나로 자리매김하였다. 주로 악역으로 많이 출연하였으나, 최근에는 선역으로도 활동하고 있다. 성동일과 함께 《지고는 못살아》에 출연하였다.

## 학력
- 사직고등학교
- 경성대학교 멀티미디어대학 연극영화학과

## 출연 작품

### 영화
- 1999년 《이재수의 난》 - 교인 3 역
- 1999년 《질주》 - 상진 친구 역
- 1999년 《새는 폐곡선을 그린다》
- 2000년 《신혼여행》 - 박재원 역
- 2001년 《친구》 - 도루코 역
- 2001년 《시험은 끝났다》 - 선생님 역
- 2002년 《해적, 디스코왕 되다》 - 오른팔 역
- 2002년 《밀애》 - 동욱 역
- 2003년 《클래식》 - 시골 친구 1 역
- 2003년 《똥개》 - 진묵 역
- 2004년 《바람의 파이터》 - 항구 야쿠자 역
- 2004년 《하류인생》 - 군납업자들 1 역
- 2004년 《내 여자친구를 소개합니다》 - 김영호 역
- 2004년 《클레멘타인》 - 부하 1 역
- 2004년 《우리 형》 - 쫄바지 역
- 2005년 《형사 Duelist》 - 가도치 역
- 2005년 《강력3반》 - 오재칠 역
- 2006년 《해바라기》 - 양기 역
- 2008년 《무방비도시》 - 도범계장 역
- 2009년 《인사동 스캔들》 - 배태진의 보디가드 장석진 역
- 2009년 《부산》 - 김 사장 역
- 2009년 《영도다리》 - 입양 직원 역
- 2010년 《방가?방가!》 - 용철 역
- 2010년 《마음이 2》 - 두필 역
- 2010년 《나를 잊지 말이요》 - W 역
- 2011년 《체포왕》 - 송형사 역
- 2011년 《완벽한 파트너》 - 정태 역
- 2011년 《특수본》 - 박경식 역
- 2011년 《소녀K》 - 유성호 역
- 2012년 《원더풀 라디오》 - 인석 역
- 2012년 《간기남》 - 서 형사 역
- 2012년 《내 아내의 모든 것》 - 박광식 팀장 역 (우정출연)
- 2012년 《슈퍼스타》 - 태욱 역
- 2012년 《바람과 함께 사라지다》
- 2012년 《이웃사람》 - 김종국 역
- 2013년 《박수건달》 - 차태주 역
- 2013년 《7번방의 선물》 - 강만범 역 (천만영화)
- 2013년 《남자사용설명서》 - 우성철 역
- 2013년 《미스터 고》 - 라이벌 구단의 단장 역
- 2013년 《밤의 여왕》 - 산부인과 의사 역 (특별출연)
- 2013년 《깡철이》 - 상곤 역
- 2014년 《소녀괴담》 - 선일 역
- 2015년 《내 심장을 쏴라》 - 김용 역
- 2015년 《헬머니》 - 주현 역
- 2015년 《세계일주》 - 박현배 역
- 2015년 《장수상회》 - 김치수 역
- 2016년 《잡아야 산다》 - 도정택 역
- 2016년 《씨클리드》
- 2022년 《공기살인》 - 현종 역
- 2024년 《목스박》 - 인성 역
- 2024년 《풍기》 - 노상식 역

### 드라마
- 2006년 MBC 드라마 《닥터 깽》 - 조장식, 일명 넘버 쓰리 역
- 2007년 MBC 드라마 《히트》 - 심종금 경사 역
- 2007년 KBS 드라마 《우리를 행복하게 하는 몇 가지 질문》
- 2008년 iHQ DRAMA 드라마 《알리바이 주식회사》 - 전재만 역
- 2008년 SBS 드라마 《불한당》 - 김진구 역
- 2009년 SBS 드라마 《태양을 삼켜라》 - 한석태 역
- 2010년 SBS 드라마 《나쁜 남자》 - 장감독 역
- 2011년 SBS 드라마 《싸인》 - 정차영 역
- 2011년 MBC 드라마 《미스 리플리》 - 히라야마 역
- 2011년 MBC 드라마 《지고는 못살아》 - 고기찬 역
- 2011년 KBS 단막극 《드라마 스페셜 - 휴먼 카지노》 - 풍 역
- 2012년 KBS 드라마 《드림하이 2》 - 이강철 역
- 2013년 SBS 드라마 《결혼의 여신》 - 강태진 역
- 2015년 SBS 드라마 《심야식당》 - 송필 역
- 2015년 KBS 단막극 《드라마 스페셜 - 낯선 동화》 - 상구 역
- 2015년 KBS 드라마 《오 마이 비너스》 - 최남철 역
- 2017년 MBC 드라마 《도둑놈, 도둑님》 - 강성일 역
- 2017년 MBC 드라마 《역적 : 백성을 훔친 도적》 - 충원군 이정 역
- 2018년 MBC 드라마 《시간》 - 금테 / 금태성 역
- 2020년 MBC 드라마 《내가 가장 예뻤을 때》 - 오예지의 아버지 역 (특별출연)
- 2021년 채널A 드라마 《쇼윈도: 여왕의 집》 - 이준상 역
- 2022년 iHQ 드라마 《스폰서》 - 데이빗 박 역
- 2022년 KBS 드라마 《징크스의 연인》 - 스마일댁 남편 역
- 2023년 지니 TV 드라마 《딜리버리 맨!》 - 고두강 역
- 2023년 MBN 드라마 《완벽한 결혼의 정석》 - 조동수 역
- 2023년 쿠팡플레이 드라마 《소년시대》 - 박상교 역
- 2025년 MBC 드라마 《모텔 캘리포니아》 - 수지의 남편 역

## 그 외 활동

### 예능
- 2024년 SBS 《신발 벗고 돌싱포맨》
- 2023년 SBS 《꼬리에 꼬리를 무는 그날 이야기》
- 2020년 KBS2 《TV는 사랑을 싣고》
- 2017년 SBS 《정글의 법칙》
- 2016년 KBS2 《살림하는 남자들》
- 2016년 SBS 《씬스틸러》
- 2016년 MBC 《진짜 사나이》
- 2015년 MBC 《미스터리 음악쇼 복면가왕》 - 방랑시인 김삿갓
- 2014년 MBC Every 1 《나인 투 식스 2》
- 2014년 KBS2 《해피선데이 - 슈퍼맨이 돌아왔다》 - 선거유세 논란으로 자진하차
- 2013년 MBC 《웰컴 투 한국어학당 어서오세요》 - 진행
- 2011년 KBS2 《김승우의 승승장구》
- 2011년 KBS2 《해피선데이 - 1박2일》
- 2009년 tvN 《재밌는 TV 롤러코스터》

### CF
- 2016년 (주)일동 울산 매곡 중산지구 U-스타시티 일동 미라주 더 스타(울산광역시 북구)
- 2013년 요진건설 일산와이시티
- 2013년 롯데제과 드림카카오
- 2012년 콜핑 KOLPING
- 2011년 포스트 라이트업
- 2011년 훌랄라 참숯바비큐치킨

### 음반
- 2011년 디지털 싱글 앨범 - 날개, 찬찬찬
- 2011년 《소녀K》 OST PART2 - 잊어줘

## 수상 및 후보
| 연도 | 시상식                      | 부문                     | 작품                      | 결과 |
| ---- | --------------------------- | ------------------------ | ------------------------- | ---- |
| 2010 | 제8회 대한민국 영화대상     | 남우조연상               | 방가?방가!                | 후보 |
| 2011 | MBC 연기대상                | 프로듀서상               | 미스 리플리 지고는 못살아 | 수상 |
| 2013 | 제21회 대한민국문화연예대상 | 영화부문 남자 우수연기상 | 7번방의 선물              | 수상 |
| 2022 | KBS 연예대상                | 베스트 아이콘상          | 사장님 귀는 당나귀 귀     | 수상 |

## 가족 관계
- 아버지: 김관우(1940년~2021년 12월 10일)
- 배우자: 전여진(2009년 결혼)
  - 장남: 김지후(2011년 2월 26일~ )
  - 차남: 김시현(2014년~ )
- 형제동생: 김정도, 김명진